# Madly
Madly è un film del 2016 composto da sei cortometraggi sul tema dell'amore. A ogni segmento corrisponde una storia diversa diretta da un regista famoso. Il cast dei registi è formato da Anurag Kashyap, Mia Wasikowska, Sebastián Silva, Sion Sono, Gael García Bernal e Natasha Khan provenienti rispettivamente da India, Australia, Cile, Giappone, Messico e Regno Unito.

## Lista cortometraggi
- Clean shaven, regia di Anurag Kashyap
- Afterbirth, regia di Mia Wasikowska
- Dance Dance Dance, regia di Sebastián Silva
- Love of loves, regia di Sion Sono
- Love of my life, regia di Gael García Bernal
- I do, regia di Natasha Khan

## Trama
Il primo segmento (Clean shaven) è diretto dal regista indiano Anurag Kashyap. Archana (Radhika Apte) è una donna timida costretta a una vita matrimoniale conservatrice ed opprimente. Quando il vicino di casa, un adolescente di nome Allwyn, le confessa di essere attratto da lei, la giovane donna sperimenta una sorta di risveglio della sessualità. Nonostante il rapporto extra-coniugale non possa concludersi, l'incontro fra due contesti sociali così diversi è destinato a produrre un cambiamento nella vita dei due consorti.
Nel secondo segmento (Afterbirth) l'attrice e regista Mia Wasikowska raffigura una madre che stenta a riconoscere il figlio appena nato come una creatura umana. La follia della donna nel momento in cui cerca di liberarsi del suo bambino si realizza attraverso una cinematografia grottesca e squilibrata.
Il cortometraggio diretto dal cileno Sebastián Silva (Dance Dance Dance) racconta le difficoltà di un giovane break dancer del Bronx (Lex Santos) che dopo avere comunicato ai genitori di essere gay è costretto a lasciare la casa dei genitori e a vivere per strada.
Il segmento del regista Sion Sono (Love of loves) illustra i sordidi intrecci erotici fra i membri di un affiatato clan giapponese che culminano in un perverso baccanale nei bassifondi di un sex club.
Nel penultimo segmento (Love of my life), Gael García Bernal ripercorre dalla fine all'inizio la storia di una lunga relazione ormai giunta al capolinea. Attraverso i flashback, il regista e attore messicano raccoglie momenti divertenti, erotici e toccanti vissuti dalla coppia.
Il cortometraggio finale (I do) è il debutto registico della cantante inglese Natasha Khan, in arte Bat for Lashes. Una giovane sposa (Tamsin Topolski) poco prima di celebrare il suo matrimonio ha un attacco di panico. Ad aiutarla è l'incontro inaspettato con un uomo del suo passato.

## Riconoscimenti
Il film è stato presentato al Tribeca Film Festival dove ha ricevuto una candidatura per il miglior film e Radhika Apte ha vinto il premio come migliore attrice.